# Krobów
Krobów – wieś  w Polsce położona w województwie mazowieckim, w powiecie grójeckim, w gminie Grójec.
Administracyjnie na terenie wsi ustanowiono dwa sołectwa Krobów i Krobów Szymanówek.
Wieś szlachecka Krobowo położona była w drugiej połowie XVI wieku w powiecie grójeckim ziemi czerskiej województwa mazowieckiego. W latach 1975–1998 miejscowość administracyjnie należała do województwa radomskiego.
Znajduje się tutaj dwór z drugiej połowy XIX wieku.